# Jan Jarogniewski
Jan Jarogniewski z Jarogniewic herbu Orla (Szaszor) – rycerz polski, starosta Drahimia w 1426 roku, starosta Mieściska w 1438 roku.
13 września 1431 roku wraz z Bartoszem z Wiszemburga i Dobrogostem Kolińskim, zwołał chłopów i mieszczan zamieszkujących ziemię dobrzyńską, i powstrzymał pochód silnej kolumny krzyżackiej na polach wsi Dąbki niedaleko Nakła. Bitwa stała się niespodziewanym sukcesem strony polskiej.